# 扎瓦季夫卡 (新沃多拉加區)
49°37′16″N 35°50′34″E / 49.62111°N 35.84278°E
扎瓦迪夫卡（烏克蘭語：Завадівка）是位於烏克蘭東部的村莊，由哈爾科夫州别列斯京区的舊維里夫卡市鎮負責管轄。該村面積0.65平方公里，海拔高度128米，2001年人口82，人口密度每平方公里126.2人。